# Geraldine Doyle
 (mars 2025).
Le contenu est difficilement compréhensible vu les erreurs de traduction, qui sont peut-être dues à l'utilisation d'un logiciel de traduction automatique.
Geraldine Hoff Doyle (31 juillet 1924 - 26 décembre 2010) est une femme américaine. Elle a été, à tort, promue dans les médias comme étant le modèle apparaissant sur l'affiche de propagande We Can Do It! de la Seconde Guerre mondiale. Cette affiche est emblématique de la place prise par les femmes dans l'industrie pour remplacer les hommes mobilisés pendant la Seconde Guerre mondiale, Rosie la riveteuse. Cependant, il semble que la photographie du service de presse de 1942 représente une autre jeune ouvrière de guerre, Naomi Parker,.

## Biographie
Geraldine Hoff naît à Inkster, dans le Michigan. Son père, Cornelious est électricien et décède d'une pneumonie lorsqu'elle a 10 ans. Sa mère, Augusta est compositrice et souffre de scoliose. Après avoir obtenu son diplôme de baccalauréat à Ann Arbor dans le Michigan, elle décroche en 1942 un emploi en tant que presseuse de métal chez American Broach & Machine Co. à Ann Arbor. Durant la Seconde Guerre Mondiale, lorsque les hommes ont commencé à s'engager et à être enrôlés, les femmes ont contribué à l’effort de guerre en travaillant sur des postes habituellement occupé par des hommes.
Geraldine Hoff Doyle était musicienne et jouait du violoncelle, craignant de se blesser à la main en raison du poste qu'elle occupe, elle quitte son emploi sur une presse à métal quelques semaines après  son embauche. Selon elle, pendant la brève période où elle a travaillé en usune, un photographe de United Press International l'aurait prise en photo. Elle rencontre peu après celui qui deviendra son époux : le dentiste Leo Doyle en 1943. Le couple aura six enfants (un fils, Gary, est décédé en 1980) et reste marié jusqu’à au décès de Léo en février 2010. Elle décédéra quelques mois plus tard.

## Connexion avec l'affiche "We Can Do It!"
L'affiche "We Can Do It!" a été créée pour un projet interne de Westinghouse par J. Howard Miller. Elle est redécouverte et diffusée dans les années 80 par des militantes et des militants pour légalité des droits des femmes au travail. En 1984, Geraldine Hoff tombe sur un article du magazine Modern Maturity illustré avec une photo d'une jeune fille travaillant pendant la guerre sur un tour revolver pour usiner des pièces métalliques. Elle découvre en 1994 l'affiche "We Can Do It!" en couverture du magazine Smithsonian. Geraldine Hoff croit se reconnaitre à la fois sur la photographie et sur l'affiche et contacte l'historien et auteur Penny Colman (en) à propos de sa ressemblance avec la photo et par conséquent, à l'affiche. À sa mort, les médias la commémorent comme étant le modèle de la célèbre affiche en s'appuyant sur ses propos,,,.
Plus tard, une enquête de l'histoirien James J. Kimble, suggère que la photographie de presse montre très probablement l'ouvrière de guerre californienne Naomi Parker,,,. La photo de Naomi Parker a été prise à la station aérienne navale Alameda en Mars 1942, lorsque Geraldine Hoff était encore au lycée. Geraldine Hoff s'est reconnue la photographie de presse qui aurait inspiré l’affiche,,. La photographie de Naomi Parker de l'agence de presse ACME Newspictures est utilisée en tant qu'image de couverture pour le livre The Patriotic Tide: 1940–1950, publié en 1986,.
L'affiche We Can Do It! demeure une icône et apparaît en 1999 sur un timbre produit par le U.S. Postal Service, dans le cadre d’une série spéciale sur la Seconde Guerre mondiale.

## Décès
Geraldine Hoff Doyle meurt le 26 décembre 2010 à Lansing, au Michigan, à la suite de complications d'une arthrose sévère,.